# أوين خان
أوين خان (بالإنجليزية: Owen Kahn)‏ هو لاعب كرة قاعدة أمريكي، ولد في 5 يونيو 1905 في ريتشموند في الولايات المتحدة، وتوفي بنفس المكان في 17 يناير 1981.

## وصلات خارجية
- أوين خان على موقعبيزبول رفرنس.كوم (الدوري الرئيسي) (الإنجليزية)
- أوين خان على موقعبيزبول رفرنس.كوم (الدوري الثانوي) (الإنجليزية)